# Stemonurus gitingensis
Stemonurus gitingensis är en järneksväxtart som först beskrevs av Adolph Daniel Edward Elmer, och fick sitt nu gällande namn av Herman Otto Sleumer. Stemonurus gitingensis ingår i släktet Stemonurus och familjen Stemonuraceae. Inga underarter finns listade i Catalogue of Life.